# Guerra de Melilla
La guerra de Melilla (también llamada Tercera Guerra de Melilla tras las de 1860 y 1893) fue un conflicto que enfrentó a tropas españolas con las cabilas rifeñas, en los alrededores de la ciudad de Melilla, en la parte este del Rif, entre julio y diciembre de 1909. Su hecho más destacado fue el desastre del Barranco del Lobo. Las protestas contra el envío de tropas de refuerzo desde la península, especialmente de reservistas, desembocaron en Barcelona y en buena parte de Cataluña en la Semana Trágica.

## Antecedentes
El Rif, región montañosa del norte de Marruecos se consideraba «zona de influencia española» por el tratado firmado con Francia el 5 de octubre de 1904. Francia, por su parte, había firmado el mismo año la Entente Cordiale merced a la cual Gran Bretaña le daba vía libre a la penetración colonial en Marruecos, y había forzado la firma por parte del sultán Abd al-Aziz de varios tratados en función de los cuales el Estado jerifiano hacía dejación de varios de sus poderes en favor de la potencia extranjera, preludiando lo que años más tarde sería el régimen de protectorado.
El Rif, región de lengua y cultura bereber, pertenecía a la parte de Marruecos conocida como Bled es-Siba o País del Desgobierno, donde la autoridad política del sultán no había sido nunca efectiva. Los rifeños, por tanto, no se consideraban implicados por los acuerdos que pudiera haber alcanzado el Majzén (poder central) con las potencias europeas.
Desde 1903 una parte del Rif estaba bajo el control de Yilali Mohamed el-Yusfi ez-Zerhuni, más conocido como Bu Hmara (o Abu Himara, "el del asno"), el Rogui o el Pretendiente, que había participado activamente en la campaña contra la supresión del impuesto coránico decretado por el sultán Abd el-Aziz, y que fingió ser Muley Mohamed, el hijo mayor del anterior sultán Muley Hassan, quien tenía como misión librar a Marruecos de los cristianos a los que el sultán se había “vendido”. Así en 1902 Bu Hamara fue proclamado sultán en Taza, pero al ser expulsado de allí por la mehala (cuerpo de ejército regular) enviada por Abd el-Aziz se estableció en la alcazaba de Zeluán (cabila de Beni Bu Ifrur) desde donde consiguió imponer su autoridad sobre las cabilas de Guelaya en el Rif oriental.
Cuando se descubrió que el territorio de la cabila de Beni Buifrur albergaba riquezas mineras, Bu Hamara concedió en 1907 la explotación de las minas de plomo argentífero de Afra a la Compañía del Norte Africano (Compagnie minière de l'Afrique du Nord), de nacionalidad española y de capital francés, y las de hierro a la Compañía Española de Minas del Rif, propiedad de la familia del conde de Romanones y de la casa Güell, emparentada con el marqués de Comillas. La concesión también incluía el permiso para construir un tren minero que uniera los yacimientos con el puerto de Melilla.
Las concesiones hechas a los extranjeros para que explotaran las riquezas de la región fueron rechazadas por las cabilas y en octubre de 1908 iniciaron un alzamiento contra Bu Hamara, que estuvo acompañado con el hostigamiento contra los españoles que trabajaban en las minas. La revuelta triunfó finalmente y el 4 de diciembre Bu Hamara fue expulsado del poder. El trabajo en las minas y la construcción del tren minero quedaron entonces paralizados, por lo que las dos compañías concesionarias presionaron al gobierno español, presidido por el conservador Antonio Maura, para que desplegara las tropas de la guarnición de Melilla y pudiera reanudarse así la actividad. El gobierno español al principio esperó a que el sultán Muley Hafid, que había destronado a su medio hermano Abd el-Azid, impusiera su autoridad sobre el Rif y reconociera las concesiones mineras hechas por Bu Hamara, pero finalmente cedió a la presión ante la amenaza de la Compañía del Norte Africano de pedir la protección de las tropas francesas estacionadas en la vecina Argelia, lo que hubiera puesto en peligro las aspiraciones españolas a controlar su “zona de influencia” en el norte de Marruecos. Así el 7 de junio de 1909 se reanudaba la construcción del ferrocarril a pesar de no haber obtenido aún el consentimiento del sultán (con el que el gobierno español siguió negociando) y de no contar con el apoyo de la mayoría de las cabilas del Rif oriental, que amenazaron con responder. En los días siguientes se produjeron pequeños incidentes, durante los cuales soldados españoles apresaron a algunos insurgentes cabileños.

## Desarrollo

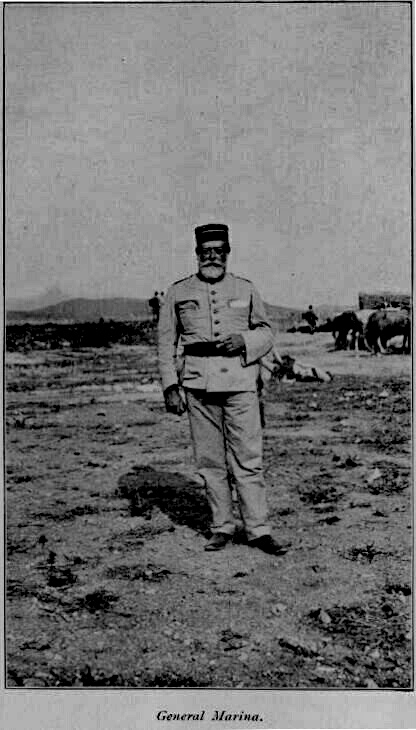
General José Marina Vega (1850–1926)

El 9 de julio de 1909, un capataz y trece trabajadores españoles fueron tiroteados cuando iniciaban la jornada laboral en la construcción del puente sobre el barranco de Sidi Musa, a unos 4300 m de los límites de Melilla, en la línea del ferrocarril minero de esta ciudad a Beni Bu Ifrur, resultando muertos cuatro de ellos. Los demás lograron escapar y regresar a Melilla utilizando una locomotora de la Compañía del Norte Africano.
Este ataque de «marroquíes desleales a la generosa nación española», como los llamó el general Marina, comandante general de la plaza, fue el que desencadenó la guerra de Melilla, que si bien el gobierno de Antonio Maura la planteó en un principio como una operación de policía, se transformó en una guerra en la que llegaron a intervenir más de 3 Divisiones españolas, y que tuvo dos partes bien diferenciadas.
La primera parte, durante el mes de julio, correspondió a una respuesta inmediata a la agresión, un tanto precipitada, despreciando la posición dominante de los rifeños en las alturas del Gurugú, e ignorando la falta de preparación de las tropas, especialmente las que llegaron apresuradamente de Barcelona y Madrid. El avance se detuvo, desde el primer día, a unos 10 km de Melilla, ocupando posiciones aisladas, cercanas a la vía férrea. La segunda parte, entre agosto y diciembre de 1909, fue más reposada, desarrollando un despliegue más amplio, de más de 30 km, envolviendo el Gurugú y el territorio menos accidentado al sur de él, con muchas más tropas y mejor preparadas (equipadas con el Mauser Modelo 1893), y en los últimos tiempos con negociaciones con las cabilas más dispuestas a permitir la presencia española.

### Primera parte, julio de 1909
Cuando en la mañana del 9 de julio, los obreros que habían sido agredidos llegaron al hipódromo de Melilla, en donde se encontraban las fuerzas españolas previstas para la protección de los trabajos, inmediatamente salieron dos compañías del regimiento África 68, al mando del teniente coronel Baños, penetrando en el «campo moro» en auxilio de los españoles y haciendo diecinueve prisioneros (de los que solo dos permanecieron en prisión acusados de haber participado en el ataque). El diario de Melilla El Telegrama del Rif tituló al día siguiente: «Cobarde agresión. Españoles muertos». Detrás de las dos compañías se desplazó otra fuerza más numerosa de la guarnición de Melilla, y a la una de la tarde el combate había terminado, ocupando las tropas españolas varias posiciones a lo largo de la vía, como las de Sidi Musa, Sidi Amet y Sidi Alí, la última próxima a Nador, a unos 9 km de los límites de Melilla. La operación causó entre los militares españoles 4 muertos y 25 heridos.
El día 10 de julio el gobierno español, presidido por Antonio Maura, decretaba la movilización de tres Brigadas Mixtas, la de Madrid (1.ª), Campo de Gibraltar (2.ª), y Cataluña (3.ª), y el envío inmediato de la tercera de ellas. La orden de movilización, que incluía la llamada a los reservistas de los cupos de 1902 a 1907, muchos de ellos padres de familia con esposa e hijos, provocó incidentes en los embarques de las tropas, en el puerto de Barcelona el 18 de julio, y el la estación de Mediodía de Madrid, el 21 de julio, y desató una oleada de protestas en muchos lugares, con una huelga general el 26 de julio, especialmente graves en Barcelona y en otros lugares de Cataluña, donde se producirán los sucesos de la Semana Trágica, entre el lunes 26 de julio y el domingo 1 de agosto.
Después del primer ataque del día 9, las cabilas rebeldes, integradas por la mayoría de las cabilas de Guelaya y Quebdana, y algunas del Rif central y occidental y dirigidas por el rifeño Mohammed Amezian (de la cabila de Beni Buifrur) y por su lugarteniente el Chadly (de la cabila de Mazuza), comenzaron a hostigar Melilla desde sus posiciones en el cercano monte Gurugú, provocando una tensión en la ciudad (que contaba con unos 12.000 habitantes) que no se vivía desde la guerra de Margallo o Primera Guerra del Rif de 1893. El hostigamiento se hizo más violento sobre las posiciones que habían ocupado las tropas españolas para proteger los escasos 7 km de vía minera objeto de los ataques. Los rifeños tenían la ventaja del territorio desde el que atacaban, pues la vía discurría desde su salida de Melilla por una franja de terreno cercano al mar, teniendo siempre al oeste las estribaciones del monte Gurugú, cuyas lomas más inmediatas, que con alturas sobre los 500 m, caen hasta el nivel del mar en 2 o 3 km, proporcionaban posiciones favorables a los rifeños. Además, los sucesivos barrancos transversales a la vía (Frajana, Lobo, Alfer, Sidi Musa, Sidi Amet), dificultaban el avance español de los convoyes de aprovisionamiento de los puestos que vigilaban y defendían la vía.
Pese a esta situación precaria, las obras en la línea férrea se reanudaron el día 12 bajo la protección de las tropas españolas y gracias a la cooperación de algunos caídes «afectos a España» de la cabila de Mazuza, lo que según el general Marina, 

«demuestra al mundo civilizado y a los marroquíes que no es una lucha la entablada entre españoles y rifeños, sino simplemente una operación de policía contra los levantiscos, contra los que olvidando los favores recibidos, atropellan bárbaramente a indefensos obreros y se oponen a la obra de progreso que nuestra nación está obligada a realizar en Marruecos».

Una de las acciones militares emprendidas por los mandos militares españoles fue el bombardeo desde el mar de los aduares (aldeas de cabañas) situados en la costa con el objetivo de disuadir a los rifeños que se sumaran a la harca (expedición militar) encabezada por Mohamed Amezian, además de destruir los cárabos (pequeñas embarcaciones) que recorrían la costa trayendo armas desde el Rif occidental.
El día 18 de julio tuvo lugar el primer combate importante, en el monte Si Ahmed el Hach, cuando las cabilas atacaron las posiciones españolas más alejadas de Melilla, las de Sidi Amet y Sidi Alí. Le siguieron otros combates el 20 de julio, generalizándose las posiciones atacadas, que se prolongaron en alguna de ellas hasta del día 21. La impresión producida por el arrojo y la presencia de numerosos combatientes hizo que las autoridades empezaran a entender o reconocer que se trataba de algo más que una simple operación de policía o de castigo de los responsables, lo que hizo que el gobierno ordenara el embarque de la 1.ª Brigada Mixta, de Madrid. La 3.ª Brigada Mixta, cuyas primeras unidades partieron de Barcelona el 11 de julio, había llegado a Melilla entre el 15 y el 19 de julio.

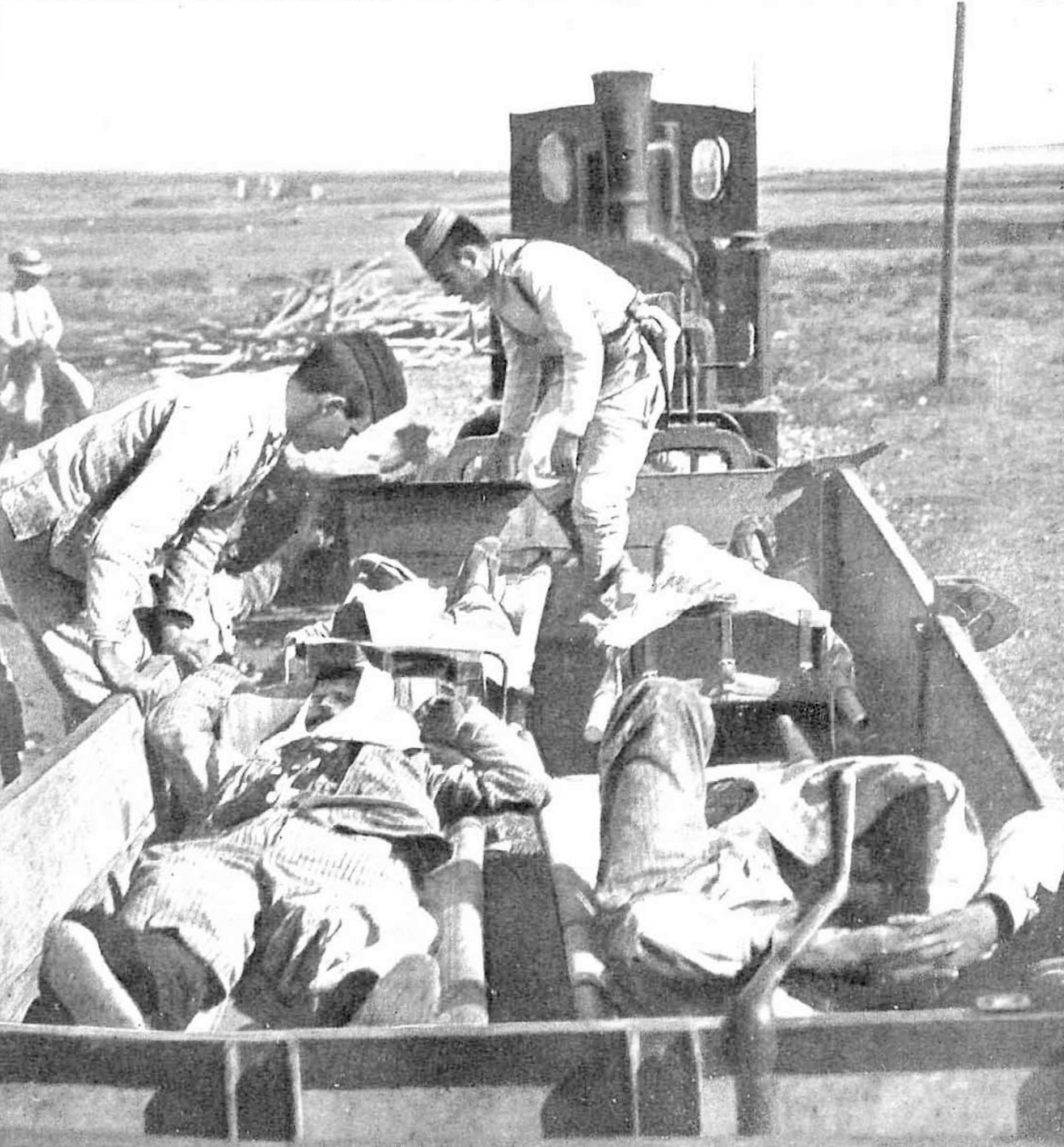
Heridos de guerra transportados en un ferrocarril minero, fotografía publicada en la revista Nuevo Mundo el 29 de julio de 1909.

El día 23 de julio hubo trescientas bajas españolas, entre muertos y heridos. El origen de tal matanza fue la decisión equivocada de una columna de refuerzo, formada con un 50% aproximadamente de tropas expedicionarias de Cataluña, que debía permanecer como reserva de las posiciones avanzadas, pero inició una acción ofensiva, sin la autorización, la preparación y el apoyo necesarios. Su imprudencia implicó a otras columnas que acudieron en su auxilio, entre las que se incluyeron, por falta de reservas, los dos primeros batallones (Barbastro y Figueras) de la 1.ª Brigada Mixta que habían desembarcado el mismo día, procedentes de Madrid, via Málaga. Por tales hechos hubo 69 muertos y 226 heridos, cifras que fueron superadas cuatro días después.
En la noche del 26 al 27 de julio los rifeños consiguieron levantar unos 300 m de la línea férrea ya construida, a la altura del kilómetro 3, lo que motivó que desde Melilla saliera un convoy de aprovisionamiento y reparación de la vía, protegido por dos columnas, una al mando del coronel Fernández Cuesta, con seis compañías, cinco de la 2º Brigada Mixta y una de la de África, y otra integrada por los batallones de la 1.ª Brigada Mixta, de Madrid, con varias compañías recién desembarcadas, al mando del general Pintos. La segunda columna, marchando por terreno desfavorable, se extravió, desviándose a su derecha, y fue a internarse en el Barranco del Lobo, en donde el ataque de las cabilas desde las dos laderas le causó numerosísimas bajas: 17 jefes y oficiales, además del propio general Pintos, y 136 hombres de tropa y soldados muertos; 35 jefes y oficiales, y 564 hombres de tropa y soldados heridos. Total: 752 bajas. Esta derrota fue llamada el desastre del Barranco del Lobo, que, según la historiadora María Rosa de Madariaga, se explica, además de por las decisiones equivocadas tomadas por los mandos, por las desastrosas condiciones físicas y morales de las tropas:

"equipamiento deficiente y obsoleto, bajísimo nivel de instrucción, pésimas condiciones sanitarias..., a todo lo cual venía a sumarse la ausencia total de espíritu combativo y de moral... Estas tropas sin ninguna experiencia en el combate en tierras africanas fueron las que el alto mando envió a batirse en el combate del día 27. En su declaración ante la Comisión de Responsabilidades del Congreso [formada en julio de 1923 para determinar las responsabilidades en el Desastre de Annual], el general Cabanellas admitió que se había censurado entonces al alto mando por emplear batallones como el de Figueras y Las Navas [de la Brigada Mixta de Madrid], que inmediatamente después de desembarcar fueron al combate. Agotados por el largo viaje y sin haber recibido el menor entrenamiento, la decisión de emplearlos en el combate en aquellas condiciones era llevarlos al matadero”.

Quedó patente la necesidad de un cambio de planes, pues los batallones enviados apresuradamente carecían de la competencia necesaria para el combate, y era preciso un periodo de preparación y adaptación al nuevo entorno bélico; asimismo las posiciones de los rifeños en el Gurugú les proporcionaban una ventaja que era preciso enfrentar de otra manera. Además como reconoció el propio general Marina había que «rehacer el espíritu de aquella gente, bastante quebrantado», antes de que volvieran a combatir.

### Segunda parte, agosto a noviembre de 1909

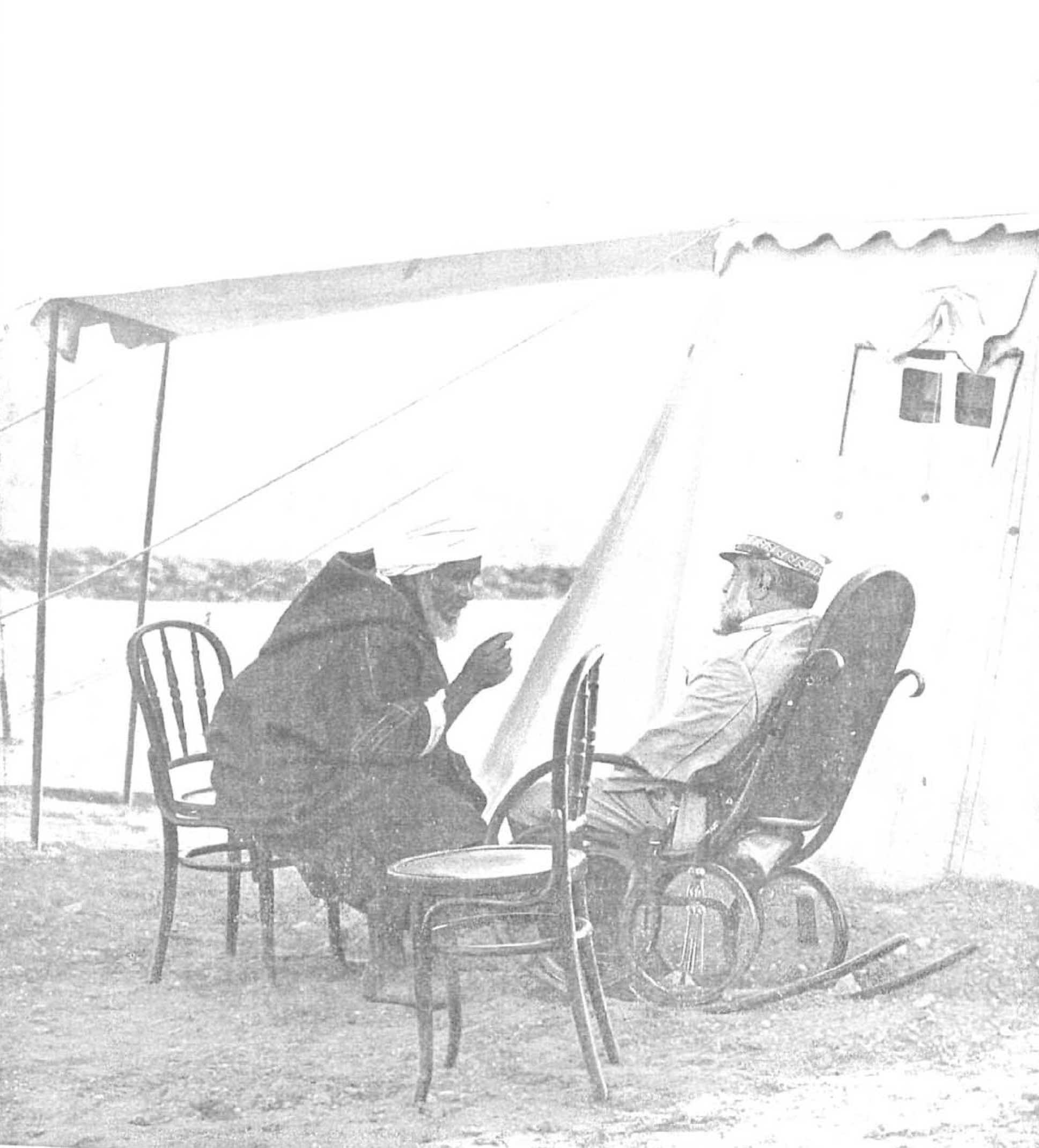
El general Marina conversando en una tienda, fotografía publicada en Nuevo Mundo el 5 de agosto de 1909.

El cambio de planes, aparte de una mayor preparación de las tropas, consistió en una gran maniobra envolvente del Gurugú y su zona meridional próxima, con tres escenarios diferentes. En uno de ellos, una División formada con dos de las brigadas llegadas en julio y comienzos de agosto, la 1.ª y la 2.ª, trataría de rodear el macizo montañoso por el norte. Por el sur, desde la zona de La Restinga (a unos 25 km de Melilla) otra División, que llegaría a mediados de agosto, avanzaría hacia el oeste por los terrenos menos accidentados al sur del valle de Uixan o del Caballo, en la vertiente sur del Gurugú, y por último las tropas restantes, las de guarnición en Melilla, y la 3.ª Brigada Mixta, se encargarían de la zona inmediata a Melilla y las posiciones sobre la línea de ferrocarril hasta las afueras de Nador, rodeando cuando fuera posible el Gurugú por el sur, partiendo de Nador, para lo que contaría en septiembre con otra División más.

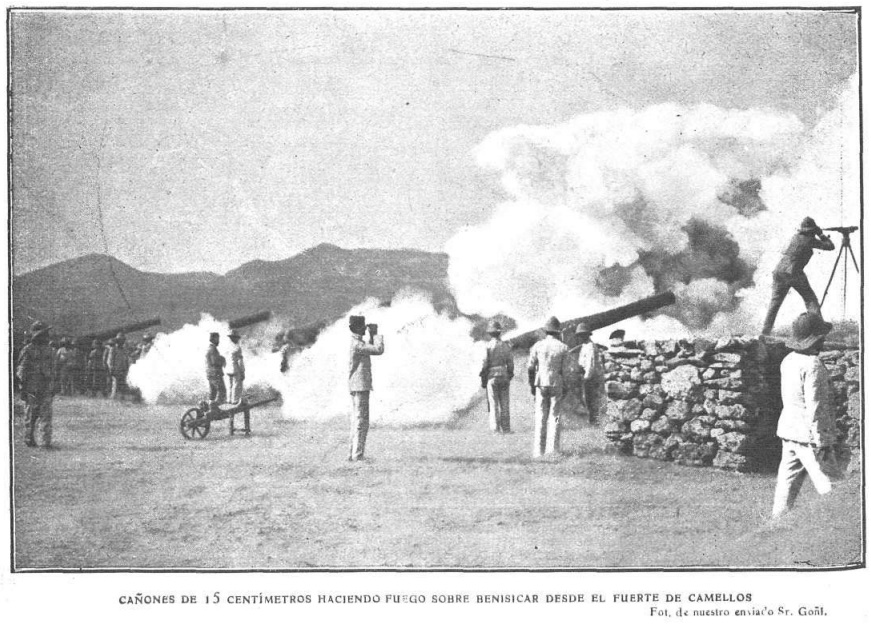
Cañones de 15 centímetros haciendo fuego sobre Benisicar desde el Fuerte de Camellos, del enviado especial de Actualidades, Goñi (1909).

Para la ejecución de estos planes, llegó entre el 30 de julio y el 8 de agosto la 2.ª Brigada Mixta, del Campo de Gibraltar (la última de las brigadas mixtas movilizadas al comienzo de la guerra), y en los días siguientes la 1.ª División Orgánica reforzada, procedente de Madrid, que contaba con 8.175 hombres. De esta manera el ejército de operaciones contaba el 15 de agosto con 35.507 efectivos. Más adelante, entre el 5 y el 14 de septiembre, llegaría otra División Orgánica (la 12.ª, con sede en Vitoria, que se renombró como 2.ª), con 8.182 hombres, y en los últimos días de la guerra la mitad de otra División. En el momento con más efectivos el ejército de operaciones contó con cerca de 42.000 hombres.

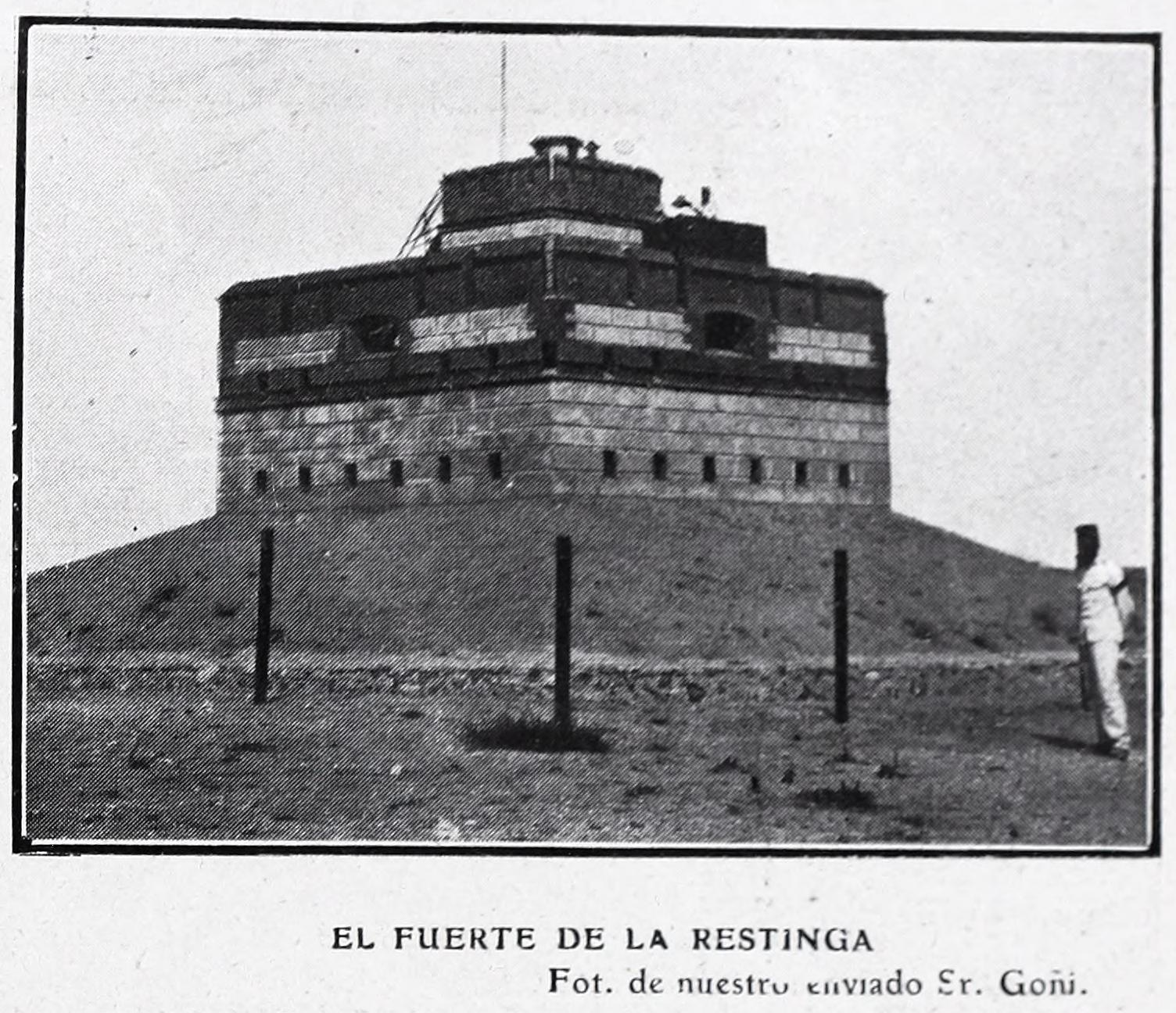
El Fuerte de la Restinga.

El comienzo de las operaciones se realizó a finales de agosto en el Cabo de Agua, a más de 40 km de Melilla, preparando la creación de una base de operaciones en La Restinga, inicio de la operación envolvente por el sur. La primera quincena de septiembre se estableció la base, desde la que se realizaron operaciones en Cherauit y Arknman.
El 20 de septiembre se inició la maniobra envolvente por el norte ocupando Taxdirt, Taurit, y días después El Zoco el Had e Hidum. En la zona más cercana al Gurugú, el día 26 era ocupada Nador, avanzando desde Melilla y el 29 Ait Axa, en una de las crestas del Gurugú que caen hacia esta ciudad. Más al sur, el 27 se ocupaba la alcazaba de Zeluán (donde se produjeron actos de pillaje por parte de las tropas españolas), avanzando desde La Restinga. El 28 de septiembre hubo un ataque rifeño a la posición del Zoco el Had de Benisicar en donde el  cabo Noval, de servicio en el exterior fue capturado, y se sacrificó para evitar la entrada en la posición de sus captores, lo que le valió la concesión de la Cruz Laureada de San Fernando, de segunda clase. El acto del cabo, y el premio otorgado fueron difundidos ampliamente, para elevar la moral de las tropas y los ciudadanos.
El 30 de septiembre las tropas que avanzaban en la línea La Restiga Zeluán, se encontraban en la zona minera al noreste de Zeluán, y en una operación de reconocimiento tuvieron un duro enfrentamiento en Beni Bu Ifrur, sufriendo cerca de 300 bajas, con 40 muertos, entre ellos el general Díaz Vicario que mandaba una de las columnas, formadas con compañías de la 1.ª División. Constituyó la matanza de tropas españolas más importante de la segunda parte de la guerra, y según Eduardo Gallego, capitán de ingenieros, adjunto al cuartel general del general Marina, que escribió el libro La campaña del Rif de 1909 al terminar la guerra, en el bando rifeño participaron en este enfrentamiento combatientes de 14 cabilas, formando un contingente de 21.880 hombres.
En los meses de octubre y noviembre continuaron las operaciones, destacando el combate en el valle de Uixan, que tuvo lugar el 18 y el 19 de octubre, que coincidió en fecha con otro enfrentamiento en las afueras de Zeluan; y otros combates en otros escenarios, al norte del Gurugú, y al suroeste de Melilla, que fueron incrementando poco a poco el terreno controlado por los españoles.
A mediados de noviembre una comisión de cabileños se entrevista con el general Marina, tratando de negociar unas condiciones de paz, que no fructificaron, y que se repitieron más adelante, mientras continuaron las operaciones. Según María Rosa de Madariaga, 

"frente a los planes del gobierno de limitar las acciones a «castigar a las cabilas» responsables de las agresiones y restablecer «el orden y la tranquilidad» en el territorio, el general Marina, excediéndose en sus atribuciones, habría ido más allá de las órdenes recibidas con el avance de las tropas a Zeluán y el combate de Beni Bu Ifrur. Todo parecía indicar que habría actuado siguiendo los planes de un poder por encima del gobierno, que no sería otro que el propio Alfonso XIII”.

La operación que pone fin al periodo activo de la guerra tuvo lugar el 26 de noviembre cuando tres columnas que se habían concentrado cerca de Nador, avanzaron en dirección oeste hacia el collado de Atlaten, puerta de entrada a zona de las minas del Monte Uixan, de la Compañía española de minas del Rif, ocupando los poblados de Sebt, Bentabar y otros núcleos de la meseta de Atlaten, con el que se alcanzaron la mayoría de los objetivos territoriales propuestos en agosto.

## Situación final
Al día siguiente, una comisión de algunas cabilas se presentaba ante el general Marina solicitando la protección de España, manifestación de que el estado del conflicto había cambiado. El gobierno decidió ese mismo día empezar a retirar las tropas enviadas desde la Península, y ordenar la elaboración de un plan para que, reduciendo el número de posiciones, pudiera mantenerse el dominio de los territorios, para lo que el contingente necesario se estableció finalmente en 20.500 efectivos, más del triple de los que había en la Brigada de Melilla al comienzo de la guerra.
En diciembre todavía hubo algunos ataques poco importantes, que cesaron con el cambio de año. En los aproximadamente seis meses que habían transcurrido, el número total de bajas españolas en la guerra de Melilla ascendió a 2235, de las que 358 fueron muertos.
El resultado sobre el territorio fue que mientras a comienzos de 1909 el ejército español estaba, salvo en algunos destacamentos lejanos como los de Alhucemas, Peñón de Vélez, o Chafarinas-Cabo de Agua, en el interior de Melilla, desde el fin de la guerra permaneció ejerciendo el control sobre la Guelaya y la Quebdana, en numerosas posiciones exteriores.
El sultán Muley Hafid, máxima autoridad marroquí, cuya falta de control sobre esta parte del territorio había quedado patente con la actuación autónoma de las cabilas, protestó por esta permanencia del ejército español en el Rif oriental, pero las tropas españolas no llegaron a evacuar en los años siguientes los territorios ocupados (hasta Annual, en julio de 1921), cuya presencia quedó asegurada con el establecimiento del Protectorado en 1912.

## Conclusión
“Lo que empezó siendo, según [el general] Marina y según lo quisieron vender a la opinión pública, una mera «operación de policía», en la que sólo se habrían necesitado unos 3.000 o 4.000 soldados, había terminado por convertirse, después de los ataques de los días siguientes, en algo mucho más importante, que necesitó la llegada de refuerzos de la península hasta alcanzar la cifra de 17.000 hombres, a los que vinieron a sumarse otros 12.000 más después del combate del día 27 [el desastre del Barranco del Lobo]. Todo ello para hacer frente a un enemigo que no sobrepasaría los 1.500 combatientes”.

Los restos mortales de los fallecidos se encuentran en el Panteón Margallo y Panteón de los Héroes del cementerio municipal de la Purísima Concepción de Melilla.
Tras la implantación definitiva del Protectorado español de Marruecos por el Tratado de Fez en 1912, hay una serie de focos de resistencia y rebeliones durante la ocupación por tropas españolas que darán lugar a la guerra del Rif (1911-1927) y cuya peor derrota para el ejército español fue el desastre de Annual (1921) y la mayor victoria fue el desembarco de Alhucemas (1925). Finalmente se conseguirá pacificar el territorio. La situación del protectorado en Marruecos influirá decisivamente sobre el régimen de la Restauración y uno de los detonantes de la dictadura de Primo de Rivera (1923-1930).